# Али Кули Хан Дагестани (Валих)
Али Кули-хан Дагестани (кум. Шамхаланы уланы Али. Али Кули-хан Дагестани), также известный как Валих, был выдающимся поэтом и историком литературы. Он родился в Исфахане в 1712 году в семье премьер-министра Ирана, внука Эльдар-шаухала Тарковского. Его наиболее известным трудом является Риёз аш-шуара. Князь, владел арабским, фарси, урду, тюркским языками. 

## Биография
Валех Али Кули Хан Дагестани: (1712 – 1756) — выдающийся поэт и историк литературы.
Родился в Исфахане (столица Сефевидского Ирана).
Происходит из семьи премьер-министра Ирана Фат-халихана — внука Эльдар-шаухала Тарковского; умер и похоронен в Старом Дели (Индия). Известен как автор колоссального труда "Риёз аш-шуара" ("Сад поэтов") на персидском языке, в котором содержатся сведения о 2594 поэтах Востока, живших с X по сер. XVIII в.

## Память
Амир Шамсуддин Факир Дехлави написал историю любви Али-Кули-Хана Вали и Хадидже, которую он услышал от самого Вали, в поэме «Вали и Султан» в 1160 г. хиджры.
Издана и переведена книга История любви, Валих и Хадижа